# Confins militaires
Les confins militaires, marches militaires, frontières militaires (en roumain Graniţa militară, en allemand Militärgrenze, en croate et serbe latin Vojna Krajina, en serbe cyrillique Војна Крајина) désignent la zone militarisée créée par les Habsbourg le long de leurs frontières avec l'Empire ottoman après le traité de Belgrade (1739).

## Géographie

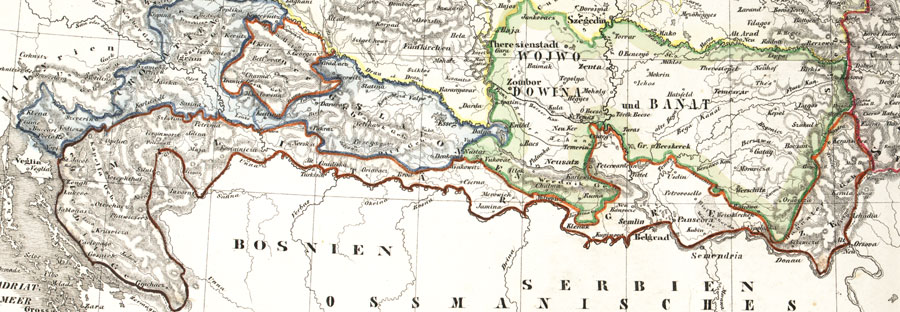
Carte des confins militaires habsbourgeois au nord de la Bosnie, de la Serbie, et dans le Banat.

Les confins militaires comprennent une série de territoires aujourd'hui situés en Croatie, Serbie et Roumanie, qui, au XVIIIe siècle, étaient autrichiens et limitrophes de l’Empire ottoman entre la mer Adriatique et la Transylvanie. Ils avaient pour chef-lieu Karlstadt/Karlovac et étaient divisés en quatre généralats.

### Généralat de lakrajinacroate
Encore appelé « Croatie militaire », ce généralat comprenait les joupanies de Karlstadt/Karlovac, Varaždin et du banat de Croatie. Son chef-lieu était Agram (Zagreb). Le terme slave krajina (allemand Krain) désigne une marche militaire.

### Généralat du banat de Slavonie
Encore appelé « Slavonie militaire », son chef-lieu était Petrovaradin. Le terme hongrois banat vient du titre de Ban (« gouverneur »).

### Généralat du banat de Temesvár puis de la Krajina du Banat
Encore appelé « Woïwodine militaire », le généralat du banat de Temesvár avait pour chef-lieu Temesvár (Timișoara). En 1778, il est réduit à la moitié sud du Banat et renommé « généralat de la Krajina du Banat », avec pour chef-lieu Orschow. Le terme slave Voïvodine vient des voïvodes (« chefs de guerre »).

### Généralat de Transylvanie
Encore appelé « confins militaires transylvains », le généralat de Transylvanie couvre les comitats de Bistritz-Nösnerland, Tschik, Dreiburgen, Kronstadt, Fogarasch, Hermannstadt et le sud du comitat d'Eisenmarkt ; son chef-lieu était Hermannstadt (Sibiu).

## Histoire

### Création
En 1522, les Habsbourg en guerre contre les Ottomans créent les premiers confins militaires en Hongrie royale, face à la Hongrie ottomane : à l'époque, cette zone était dépeuplée du fait des nombreuses incursions turques dont les plus connues sont les deux sièges de Vienne (1529 et 1683). La Maison d'Autriche y encourage l'installation de réfugiés chrétiens fuyant les Ottomans, de Betyárs et de Haïdouks (hors-la-loi) avec leurs familles, leur accordant un statut spécifique calqué sur celui des Cosaques au service des Tsars russes : ils sont exemptés d'impôts à l'égard des féodaux et des cléricaux croates ou hongrois, et libres d'utiliser leur langue (en majorité serbe ou roumaine) et de pratiquer leur religion (chrétienne en majorité orthodoxe) : ce sont les Freikrieger, slobodniratniki, szabadharcos ou moșneni. En échange, ils doivent garder les frontières (Grenzwächter, határőrok, paznici grăniceri) et prendre les armes au service des Habsbourg, comme irréguliers (Pandoures) en cas d'invasion ottomane.

### Lesslobodniratnikicroates ou serbes
Comme l'avait déjà fait son prédécesseur Stefan Lazarević, mort le 19 juillet 1427, son successeur Đurađ, attaqué par le sud par les Ottomans, passa un accord avec la Hongrie à laquelle il confia la défense de Belgrade et de sa capitale Kruševac en 1427, tout en faisant construire une nouvelle ville fortifiée sur le Danube : Smederevo. En échange, le souverain serbe reçut de Sigismond Ier, refondateur de l'ordre du Dragon, des terres en Hongrie où il installa des guerriers serbo-croates, dans les actuelles villes de :
- Zemun ;
- Slankamen ;
- Kupinik (aujourd'hui Kupinovo) ;
- Mitrovica (aujourd'hui Sremska Mitrovica) à Srem ;
- Stari Bečej (Bečej) ;
- Kulpin ;
- Čurug ;
- Sveti Petar ;
- Perlek ;
- Peser et Petrovo Selo (Bačko Petrovo Selo) à Bačkoj ;
- Bečej (Novi Bečej) ;
- Aradac, Veliki Bečkerek (Zrenjanin) ;
- Vršac dans le Banat.

Ces villes et terres déjà peuplées par des Slaves méridionaux, accueillirent en outre des réfugiés de Macédoine ou de la Métochie qui venaient d'être conquises par l'Empire ottoman. Il n'y avait pas à l'époque de statistiques ethniques, mais religieuses, et on appelle indistinctement « Serbes » les Slaves de confession orthodoxe, et « Croates » ceux de confession catholique. Ces populations vivaient dans les comtés autonomes nommés krajinas, avec leurs tribunaux et leurs propres administrations. Les dirigeants étaient soit des patriarches de l'église orthodoxe serbe, soit des voïvodes (« chefs de guerre » en serbo-croate). Ce sont eux qui donneront à la Voïvodine, qui était la partie orientale des krajinas, son nom actuel. L'empereur Habsbourg avait ainsi installé au sud de son empire, le long de la frontière avec l'Empire ottoman, des troupes motivées et expérimentées dans le combat contre les Turcs.
Vers 1530, deux des plus puissants seigneurs croates, les comtes Zrinski et Frankopan, accordèrent à « leurs frères serbes » l'autorisation de s'installer sur leurs terres. La majorité de ces réfugiés sont des Serbes de Rascie, des Valaques de la Romanija Planina et du Stari Vlah, et des Albanais du Kosovo (à l'époque encore chrétiens orthodoxes sous obédience de l'Église orthodoxe serbe : voir migration serbe : 200 000 Serbes, Valaques et Albanais s'installèrent dans ces confins entre 1690 et 1694, fuyant l'Empire ottoman).
Le statut de ces réfugiés fidèles à l'Église orthodoxe serbe et globalement désignés sous l'appellation de « Valaques » est alors plus enviable que celui des serfs croates (donc catholiques), ce qui provoque une fuite de la population croate vers les confins militaires ainsi que son adhésion à l'Église serbe dans le but d'avoir les mêmes avantages que les réfugiés. La fuite de leurs serfs provoque la colère des nobles croates vis-à-vis des Serbes d'autant que, lorsque les confins furent en majorité peuplés de Serbes, vers 1559, l'empereur et le conseil militaire de Vienne retirèrent aux nobles croates certaines de leurs prérogatives dans la région.
Progressivement la langue serbo-croate se généralise alors dans les confins, tandis que le valaque et l'albanais y disparaissent, non sans laisser des traces dans le lexique local ; dès lors, le terme de Valaque n'y désigne plus des populations latinophones, mais devient chez les Croates un terme péjoratif pour les bergers transhumants des Balkans et plus généralement pour les orthodoxes, qu'ils fussent Slaves ou réellement Valaques. Par la suite, l'appellation sera récupérée par les nationalistes croates dans un sens péjoratif pour disqualifier spécifiquement les Serbes de Croatie.
Après l'affaiblissement de la menace turque, les nobles croates et l'église catholique des régions frontalières réclamèrent à l'empereur d'Autriche la fin des privilèges des Serbes et exigèrent de ces derniers le payement de la dîme et leur participation aux corvées en 1604, 1608, 1609, 1613. Au lieu de satisfaire les nobles croates, l'empereur détacha définitivement la région de leur autorité et promulgue en 1630 les Statuts des Valaques (en latin, Statuta Valachorum), et cela jusqu'en 1881, date de la disparition du statut militaire de la région.

### Évolution à partir duXVIIesiècle
Au XVIIe siècle, les confins militaires s'étendent de l'Ouest de la Bosnie jusqu'au Banat (actuellement une partie de la Voïvodine et de l'ouest de la Roumanie). Après la guerre austro-russo-turque de 1735-1739, les Autrichiens signent un traité de paix, le traité de Belgrade, ratifié le 18 septembre 1739. L'impératrice Marie-Thérèse décide alors de restreindre les droits et avantages accordés aux Serbes et aux Roumains des Confins militaires. En 1848-1849, les troupes serbes des Confins militaires menées par Josip Jelačić sont utilisées par l'Autriche pour mater la révolution Hongroise de 1848.
À partir de 1850, le commandement du généralat croate est transféré à Agram mais dépend toujours directement du ministère de la Guerre de Vienne. La démilitarisation commence en 1869 et s'achève officiellement le 8 août 1873 quand la krajina du Banat, ou « frontière militaire du Banat » est réintégrée au royaume de Hongrie. Des parties de la Croatie militaire sont réintégrées au royaume de Croatie-Slavonie. Le 15 juillet 1881, la totalité de la Croatie militaire et de la krajina de Slavonie sont réintégrées au royaume de Croatie-Slavonie, dépendant de la Hongrie.
Les Serbes et les Roumains de ces régions perdent alors tous leurs privilèges, économiques et culturels. Nikola Tesla, le célèbre ingénieur serbe, est une victime de cette crise économique qui frappa cette région de l'Autriche-Hongrie.

### Guerres de Yougoslavie
Une partie des Serbes de Croatie, majoritaires dans certaines régions de l'ancienne frontière militaire, déclenchèrent la révolution des Rondins en 1990 et proclament le 21 décembre 1990, la république serbe de Krajina. Entre 150 000 et 200 000 Serbes de Krajina fuirent la Croatie lors de la reconquête de la région par l'armée croate en 1995 (opération Tempête).